# Ilse Schwarz-Schiller
Ilse Schwarz-Schiller (* 22. November 1936 in Ansbach) ist eine Pianistin, Klavierpädagogin und Konzertveranstalterin. Sie ist Gründerin und Ehrenpräsidentin der Chopin-Gesellschaft Taunus.

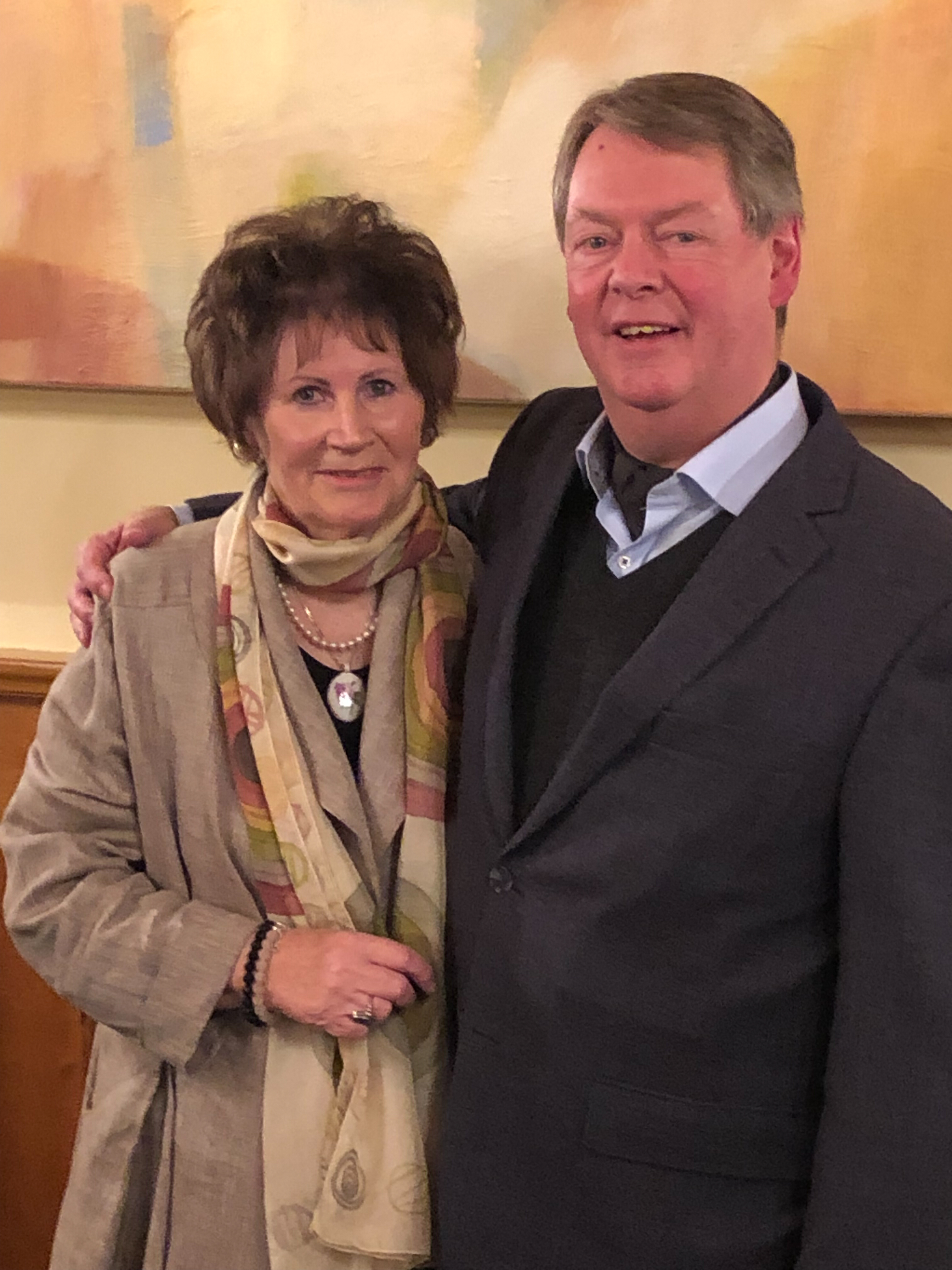
Chopin-Gesellschaft Taunus. Gründungspräsidentin Ilse Schwarz-Schiller mit Nachfolger Rolf Kohlrausch

## Leben
Ilse Schwarz-Schiller kam früh mit der Welt der Musik in Berührung, dazu gehörten Ballett- und Klavierstunden. Ihre Klavierausbildung setzte sie bei Jörg Demus, Alexander Jenner, Leonard Hokanson und Maciej Łukaszczyk fort. Ab 1979 veranstaltete sie in Oberursel-Weißkirchen Hauskonzerte für junge Pianisten. 1986 gründete sie die Chopin-Gesellschaft Taunus, war bis 2019 deren Präsidentin und gab als Ehrenpräsidentin ihre Aufgaben in die Hände des Pianisten Rolf Kohlrausch, der schon als Student bei ihren Hauskonzerten auftrat. 1995 rief sie mit ihrem Mann Hans-Otto Schwarz die „Intermusicale“ ins Leben, die seitdem im Wechsel mit der ebenfalls neu entstandenen „Chopiniade“ alle zwei Jahre mit international bekannten Pianisten veranstaltet wird. Schwarz-Schiller ist Vorstandsmitglied der Internationalen Föderation der Chopin-Gesellschaften in Wien und Warschau. Neben der Förderung der Musik Frédéric Chopins widmet sie sich auch dem deutsch-polnischen Kulturaustausch. Für ihre Verdienste erhielt sie 1997 das Kavalierskreuz des Verdienstordens der Republik Polen, 2011 den Hessischen Verdienstorden am Bande und die Ehrenplakette der Stadt Oberursel, 2019 die Ehrenplakette des Hochtaunuskreises und 2021 das Bundesverdienstkreuz am Bande.